# Vert-Vert (opéra-comique)
Pour les articles homonymes, voir Vert-Vert (homonymie).
Vert-Vert est un opéra-comique en trois actes de Jacques Offenbach, livret de Henri Meilhac et de Charles Nuitter, créé le 10 mars 1869 à l'Opéra-Comique.

## Citations et emprunts
L’œuvre est inspiré du poème Vert-Vert ou les voyages du perroquet de la visitation de Nevers de Jean-Baptiste Gresset, publié en 1734. Les librettistes en citent un passage entier à la première scène :
« 
Mais de nos sœurs, ô largesse indiscrete !

Du sein des maux d'une longue diette,

passant trop-tôt dans des flots de douceurs,

bourré de sucre, et brûlé de liqueurs,

Ver-Vert, tombant sur un tas de dragées,

en noirs cyprès vit ses roses changées.

En vain, les sœurs tâchoient de retenir

son ame errante et son dernier soupir ;
 »
— Vert-Vert ou les voyages du perroquet de la visitation de Nevers, chant quatrième
« 
Mais de nos sœurs ! ô largesse indiscrète,

Du sein des maux d’une longue diète,

Passant trop tôt dans des flots de douceurs,

Bourré de sucre et brûlé de liqueurs, 

Vert-Vert, tombant sur un lit de dragées,

En noirs cyprès vit ses roses changées.

En vain vos soins tâchaient de retenir

Son âme errante et son dernier soupir.
 »
— Vert-Vert, acte I, scène première

## Discographie
Vert-Vert, Thora Einarsdottir (Mimi), Ann Taylor (Emma), Lucy Crowe (Bathilde), Toby Spence (Valentin), Mark Le Brocq (Binet), Mark Stone (Le Comte d'Arlange), Anne-Marie Owens (Mademoiselle Paturelle), Franck Leguérinel (Baladon), Loïc Félix (Chevalier de Bergerac), Jennifer Larmore (La Corilla), Sébastien Droy (Bellecour), Franck Lopez (Maniquet),  Geoffrey Mitchell Choir, Philharmonia Orchestra, Direction de David Parry – Opera Rara, 2010